# Chiperceni
Chiperceni è un comune della Moldavia situato nel distretto di Orhei di 3.573 abitanti al censimento del 2004.

## Località
Il comune è formato dall'insieme delle seguenti località (popolazione 2004):
- Chiperceni (2.295 abitanti)
- Andreevca (259 abitanti)
- Voroteţ (1.019 abitanti)